# Блэк, Александр Львович
Александр Львович Блек (Блэк) (ок. 1861 — 23 января 1925) — российский революционер, народник, служащий железных дорог.

## Биография
Родился в Саратове в семье аптекарского помощника. Закончил Саратовскую гимназию.
В конце 1870-х и нач. 1880-х годов участвовал в работе народнических кружков, распространял нелегальную литературу. Член Петербургской чёрнопередельческой организации, участвовал в рабочей газете «Зерно».
Окончил юридический факультет Санкт-Петербургского университета.
Летом 1882 года в Саратове участвовал в подготовке побега М. Э. Новицкого.

### Арест и ссылка
Обратил на себя внимание жандармского управления знакомством с отставным мичманом Н. Лавровым, в марте 1882 года при обыске в Петербурге при нём были обнаружены программа партии «Народная Воля» и речь Суханова.
Арестован 3 октября 1882 года в селе Зубове Мещовского уезда Калужской губернии в усадьбе своего родственника земского врача М. М. Симзена, где при обыске был найден чемодан с революционными изданиями и отчеты общества помощи политическим ссыльным.
6 октября 1882 г. отправлен в Санкт-Петербург. Содержался под стражей до 22 декабря 1882 года, был освобождён на поруки, но 15 января 1883 года снова арестован и содержался в Доме предварительного заключения до мая 1883 года.
Привлечен к дознанию по делу о революционном кружке П. А. Сикорского в Гельсингфорсе, хотя к кружку Сикорского отношения не имел, но дознанием (и его собственными показаниями) установлено, что в 1881 году он приезжал в Гельсингфорс для покупки гектографа.
В мае 1883 года выслан под гласный надзор на 5 лет в Семипалатинск, через год переведен в посёлок Ульбинск Усть-Каменгорского уезда, а в апреле 1887 года опять переведён в Семипалатинск, где один год по вольному найму работал в областном комитете статистики и в музее. Являлся одним из инициаторов создания библиотеки в Семипалатинске.

### После ссылки
В мае 1888 году переехал в Саратов, где служил делопроизводителем строительной конторы Рязано-Уральской железной дороги.
В 1893 году принял участие в организации партии «Народное право».
С 1892 г. на постройке новых линий Рязано-Уральской железной дороги, заведующий счетным отделом, управляющий Главной строительной конторой.
В 1894 г. разрешено жительство в Петербурге; в 1897 г. — в Москве, в виду перевода туда управления Рязано-Уральской ж. д.
Участвовал в работах «Красного Креста», оказывал помощь ссыльным и заключенным в тюрьмах, в 1902 г. получил звание почетного старшины московских детских приютов.
С 1902 г. — главный бухгалтер Полоцк-Седлецкой железной дороги.
В 1903 г., живя в Вильно, вместе с В. Лопатиным организовал переправу за границу бежавшего из Сибири шлиссельбуржца П.С. Поливанова.
В 1905 году принял участие в революционных выступлениях железнодорожных служащих. Присоединился к Партии народных социалистов.
С 1908 г. — главный бухгалтер новых линий общества Московско-Киево-Воронежской железной дороги.
С 1916 г. — помощник и заместитель начальника работ и начальник полевого строительства Главного управления военных сообщений, заместитель начальника работ по постройке мостов на реке Висле.
С 1918 г. финансовый советник и заместитель начальника ликвидационной коллегии Мурманской железной дороги.
С 1918 г. занимал небольшую должность в счетном отделе Северо-Западного Промбюро.
Умер скоропостижно в Ленинграде 23 января 1925 г.

## Творчество
Опубликовал под разными псевдонимами несколько литературных работ (Л. Б., А. Львович) Перевёл на русский язык книгу Ланге «Рабочий вопрос». Помещал научно-литературные статьи в «Архиве истории труда в России» и других изданиях. 